# كلوب إم تي في
كلوب إم تي في سابقًا إم تي في دانس (بالإنجليزية: Club MTV)‏ هي قناة تلفزيونية دولية موسيقية مدفوعة من شبكات فاياكوم سي بي إس أوروبا، الشرق الأوسط، أفريقيا، آسيا. تم إطلاقها في 27 مايو 2014. القناة مخصصة لعرض موسيقى الرقص الإلكترونية. كلوب إم تي في متاحة على نطاق واسع في جميع أنحاء أوروبا، باستثناء المملكة المتحدة وأيرلندا.
تم إعادة تسمية القناة إلى Club MTV اعتبارًا من 1 يونيو 2020. تقدمت شبكات فاياكوم سي بي إس أوروبا، الشرق الأوسط، أفريقيا، آسيا بطلب للحصول على ترخيص جديد للقناة في 7 أبريل 2020.
في 1 مارس 2021، بدأت القناة البث في منطقة الشرق الأوسط وشمال أفريقيا عبر شبكة بي إن.

## البرامج
- آي إم رش
- بيغ تونز!
- كلوب بانغرز!
- كلوب إم تي في
- توتالي كلوب كلاسيكس
- ويكند وارم اب
- ميامي 2 إيبيزا

## شعارات القناة

شعار القناة منذ 27 مايو 2014 حتى 4 أبريل 2017.
شعار القناة منذ 5 أبريل 2017 حتى 31 مايو 2020، حيث كانت تسمى القناة إم تي في دانس.
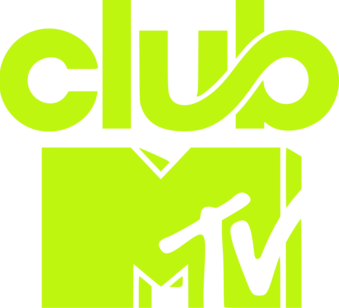
شعار القناة منذ 1 يونيو 2020 حتى 14 سبتمبر 2021.
شعار القناة الحالي منذ 14 سبتمبر 2021.